# Okrężnica wstępująca

Okrężnica wstępująca zaznaczona numerem 1.

Okrężnica wstępująca, wstępnica (łac. colon ascendens) – w anatomii człowieka część okrężnicy, która obejmuje obszar od zastawki krętniczo-kątniczej (będąc przedłużeniem jelita ślepego) do zgięcia prawego (wątrobowego), gdzie przechodzi w okrężnicę poprzeczną. Okrężnica wstępująca ma około 15–20 cm długości i leży przy tylnej ścianie brzucha. Od przodu i z boków otacza ją otrzewna.